# Regió no traduïda

Estructura del ARNm, a una escala aproximada per un ARNm humà

En genètica la regió no traduïda (UTR de l'anglès untranslated region) a les regions no traduïdes de l'ARN. Es parla generalment d'un 5'-UTR i d'un 3'-UTR, els quals són les dues parts no traduïdes de cada gen, ja que són al costat de la pauta oberta de lectura (ORF). D'aquesta manera, l'element que es troba "corrent amunt" d'aquest és el 5'-UTR, ja que contacta amb l'ORF mitjançant el carboni 5' de la desoxiribosa del primer desoxiribonucleòtid de l'ORF; i, "corrent avall", se situa el 3'-UTR, que contacta mitjançant el carboni 3' de l'últim desoxiribonucleòtid de l'ORF (codó de finalització).